# Microsorum heterolobum
Microsorum heterolobum là một loài thực vật có mạch trong họ Polypodiaceae. Loài này được (C. Chr.) Copel. miêu tả khoa học đầu tiên năm 1947.